# Hussmann & Hahn
Hussmann & Hahn war ein 1908 gegründeter Fischgroßhandels- und Fischverarbeitungsbetrieb in Cuxhaven, der 2000 verkauft wurde und nach mehreren Fusionen und Verkäufen mit Namensänderungen 2015 Insolvenz anmeldete. Von 1936 bis 1954 war dem Betrieb eine Fischfangreederei angegliedert.

## Eckdaten der Unternehmensgeschichte
An der Wende zum 20. Jahrhundert führte die Erweiterung der Fischfangflotten nach der Umstellung von Segelbooten auf Fischdampfer und der zügige Transport ins Binnenland durch die Eisenbahn zu einem Aufschwung des Seefischhandels, an dem auch Hamburg verstärkt zu profitieren versuchte. Der Hamburger Senat ließ dazu in Cuxhaven, das bis 1937 zu Hamburg gehörte, 1908 den Fischereihafen Cuxhaven bauen.
Am 24. Februar 1908 nahm dort der Auktionsbetrieb seine Tätigkeit auf und kurz darauf gründeten Heinrich Hussmann und Diedrich Hahn am 25. März 1908 eine Seefischhandlung. Nachdem Heinrich Hussmann 1916 im Ersten Weltkrieg gefallen war, übernahm Diedrich Hahn die alleinige Führung der Firma. 1925 erweiterte Hussmann & Hahn den Betrieb und baute eine Räucherei sowie eine Produktionsstätte für Marinaden auf. Mit Gründung der hauseigenen Fischdampferreederei 1936 expandierte die Firma nach Bremerhaven, wo sie eine Zweigniederlassung im Fischereihafen einrichtete. 1938 erweiterte Hussmann & Hahn den Betrieb um eine Fischmehlfabrik, die sich 1969 mit der „Deutschen Fischmehlfabrik & Co.“ zu den „Vereinigten Fischmehlwerken Unterelbe GmbH & Co. KG“ zusammenschlossen.

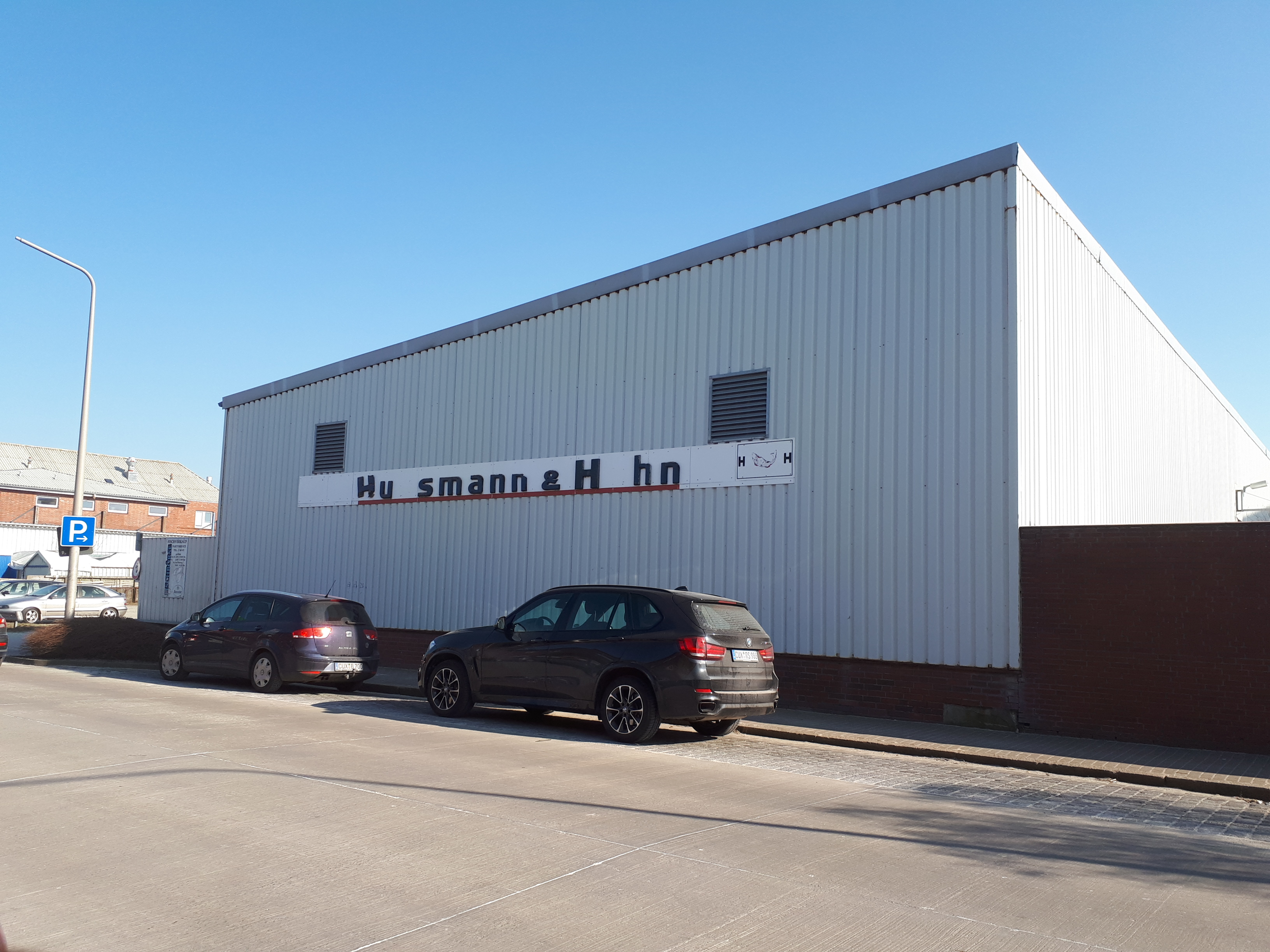
Gebäudehalle von Hussmann & Hahn in der Präsident-Herwig-Straße in Cuxhaven

Nach dem Zweiten Weltkrieg bildete 1949 die Herstellung von Seelachs-in-Öl-Produkten die erste Erweiterung der Produktpalette. Als 1954 Hussmann & Hahn die eigene Reederei aufgab, fing sie im gleichen Jahr mit der Produktion von Tiefkühlfisch an und nahm damit eine Vorreiterrolle bei der Herstellung von Tiefkühlprodukten ein. Ein Jahr später übernahm der Betrieb die Heringshalle und den Heringskai im Cuxhavener Fischereihafen und richtete sie zur Fabrikationshalle ein.
Nach dem Tod von Diedrich Hahn im Jahr 1967 übernahm sein Sohn, der in Geestemünde geborene Kaufmann Kurt Hahn (1907–1995), die als geschäftsführender Gesellschafter der Hussmann & Hahn GmbH die Leitung der Firma. Zu diesem Zeitpunkt beschäftigte das Unternehmen rund 800 Mitarbeiter. Noch einmal erweiterte Hussmann & Hahn den Betrieb 1990 durch den Neubau von Tiefkühlfisch-Produktionsanlagen. 1995 übernahmen nach dem Tod von Kurt Hahn dessen Söhne Stephan und Thomas Hahn die Firma. Stephan Hahn ist 1998 aus der Geschäftsführung und aus der Gesellschaft ausgeschieden.
Nach diesem Zeitpunkt wurde die Krise des Unternehmens deutlich und die Serie von Verkäufen, Fusionen und Investoren begann: Zum 1. Oktober 2000 übernahm die isländische Gesellschaft „Samherji“ das Unternehmen, 2003 kaufte Hussmann & Hahn den Mitbewerber Pickenpack, die zur Pickenpack Hussmann und Hahn Seafood GmbH (PHHS) fusionierten. Im Jahr 2005 wurde diese von der isländischen Icelandic Group übernommen, 2011 verkaufte diese das Unternehmen an ein Investorenkonsortium um den chinesischen Fischkonzern Pacific Andes. Nach mehreren Jahren in Folge mit steigender Verschuldung stellten die deutschen Firmen der Pickenpack-Gruppe Anfang Dezember 2015 einen Antrag auf Insolvenz, das Werk in Riepe bei Emden wurde von Trident Seafoods übernommen.

## Reederei Hussmann & Hahn
Die forcierte Autarkiepolitik im Rahmen des Vierjahresplanes des nationalsozialistischen Deutschlands und die Möglichkeit, die Wertschöpfungskette des Fischverarbeitungsbetriebes durch eine eigene Reederei zu erweitern, bilden den Hintergrund zur Gründung der Reederei Hussmann & Hahn.
Die Reederei wurde im November 1936 gegründet und bildete eine eigene Abteilung innerhalb des Fischgroßhandel- und Fischverarbeitungsunternehmens in Cuxhaven. Im gleichen Jahr hatte sie bereits zwei Fischdampfer bei deutschen Werften bestellt, über den Bau weiterer Schiffe wurde verhandelt. Bei den einzelnen Schiffen hielten neben Hussmann & Hahn auch Diedrich Hahn und weitere Mitreeder Partenanteile.
Bei diesen Dampfern handelte es sich um die beiden Schwesterschiffe Gauleiter Forster (PC 306) und die erste Gauleiter Telschow (PC 307) vom Typ Uranus der Schiffbaugesellschaft Unterweser im heutigen Bremerhaven. 1938 folgte der dritte Neubau Gauleiter Bürckel (PC 315) von der Seebeckwerft in Bremerhaven. Es waren nach dem letzten Stand der Technik gebaute Schiffe mit einem Rumpf in Maierform. Heimathafen der Schiffe wurde Cuxhaven. Zur Versorgung der Schiffe unterhielt das Unternehmen eine Reparaturwerkstatt und eine Netzmacherei. Gleichzeitig richtete die Reederei eine Zweigniederlassung im Wesermünder Fischereihafen ein, dem heutigen Bremerhaven.
Zu Beginn des Zweiten Weltkrieges wurden die drei Fischdampfer im Rahmen der Mobilmachung im September 1939 von der Kriegsmarine übernommen, umgebaut und als Hilfsminensuchboote bzw. Vorpostenboote eingesetzt. Alle drei Schiffe wurden während des Krieges versenkt. Die Anschaffung von drei weiteren Schiffen für die Reederei war trotz des Krieges geplant: Der vierte Fischdampfer, die Gauleiter Bohle, lief 1940 bei der Seebeckwerft vom Stapel und wurde sofort in die Kriegsmarine als Vorpostenboot eingegliedert – auch dieser Dampfer wurde im Krieg versenkt.
Im Frühjahr 1941 übernahm Hussmann & Hahn die Bereederung des Fischdampfers Günter (z. T. auch als Peter bezeichnet) von Gerhard und Elisabeth Schütze aus Brandenburg/Havel, mit dem der Fischfang wieder aufgenommen werden konnte. Auch dieses Schiff ging noch 1941 nach einem Minentreffer verloren. Als letzten Neubau im Krieg bestellte die Reederei die zweite Gauleiter Telschow. Die Seebeckwerft gab den Auftrag an die niederländische Werft de Merwede in Hardinxveld weiter, lieferte die Baupläne und Materialien. Kurz vor Kriegsende wurde das zu etwa 80 Prozent fertiggestellte Schiffe nach Deutschland geschleppt und nach Kriegsende fertig gebaut.

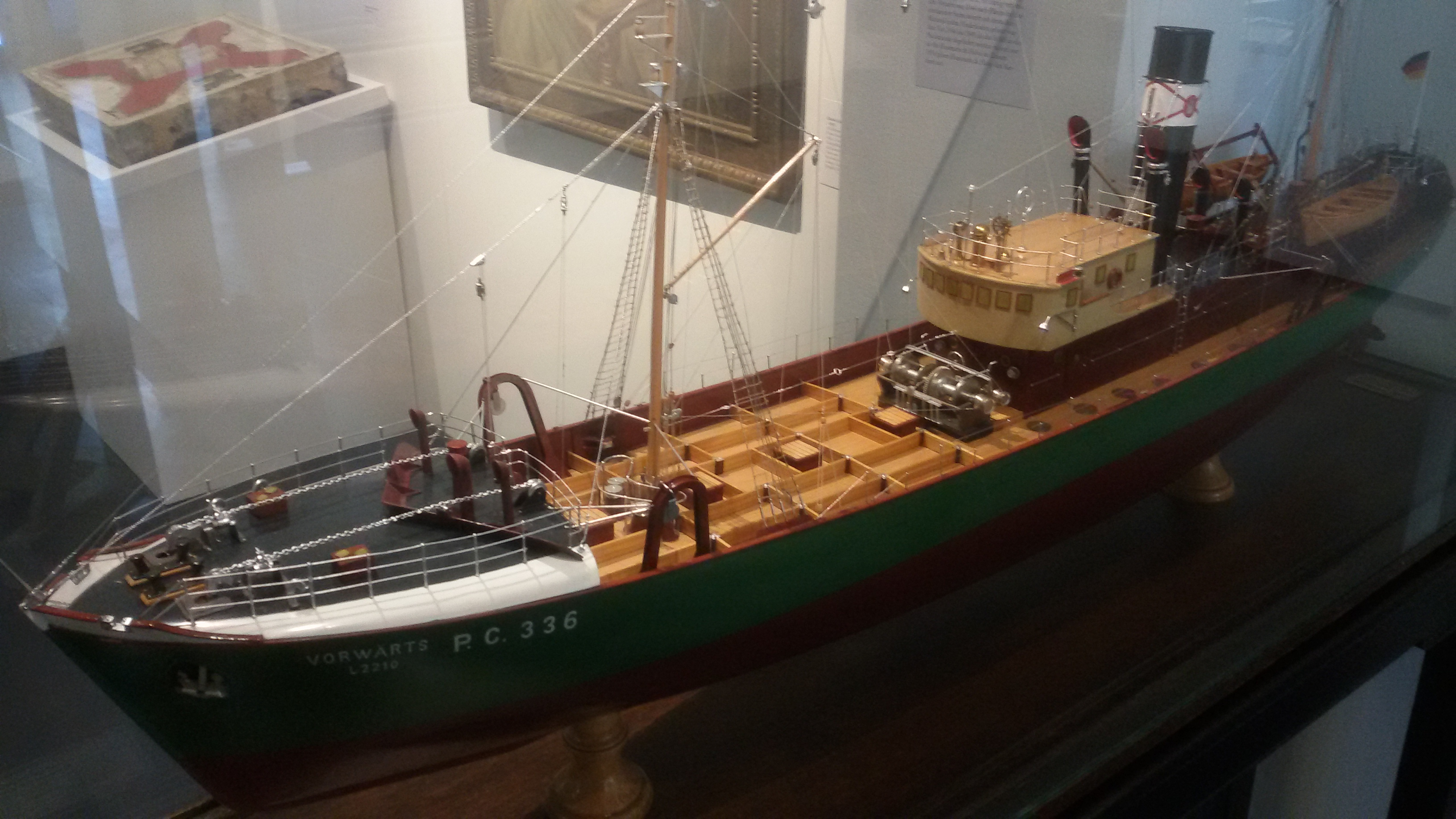
Modell des Fischdampfers Vorwärts im Wrack- und Fischereimuseum Cuxhaven

Nach Kriegsende nahm die Reederei als erstes einen reparierten Dampfer in Betrieb: Die ursprünglich von der Sowjetunion beauftragte Severyanka wurde nach Beginn des deutschen Überfalls auf die Sowjetunion (Unternehmen Barbarossa) beschlagnahmt, als V 1111 in Dienst und im Juli 1944 nach einem sowjetischen Fliegerangriff ausgebrannt außer Dienst gestellt. Repariert stellte Hussmann & Hahn den Dampfer am 20. Dezember 1945 als Fahrwohl wieder in Dienst. Allerdings musste sie das Schiff bereits im Februar 1946 an die Sowjetunion abliefern. Bereits einen Monat zuvor, im Januar 1946, hatte die Reederei den als zweite Gauleiter Telschow begonnene und als Vorwärts fertig gebauten Fischdampfer auf Fangreise geschickt. Bis 1949 war der Dampfer für Hussmann & Hahn im Einsatz, dann musste er an die Niederlande abgeliefert werden. Noch 1948 hatte Hussmann & Hahn die am Kriegsende versenkte und wieder reparierte Gauleiter Bürckel als Glückauf übernommen. 1952 verkaufte sie den Dampfer an die Nordsee Deutsche Hochseefischerei in Cuxhaven, die sie als Donau in Dienst stellte.
Als Ersatz für die abgelieferte Vorwärts charterte die Reederei von der Fischdampfer-Treuhandgesellschaft das kleine von den USA zur Verfügung gestellte Fischereimotorschiff Margee and Pat II. 1952 wurde das Schiff an die USA zurückgegeben. Als letztes Schiff übernahm die Reederei 1951 den Neubau Elbe von der Seebeckwerft. 1954 verkaufte sie ihn wieder, ebenfalls an die Nordsee Deutsche Hochseefischerei. Das Schiff sank ein Jahr später bei einer Kollision, bei der 15 Seeleute ums Leben kamen. Nach dem Verkauf der Elbe 1954 gaben Hussmann & Hahn den Reedereibetrieb auf.

## Eigene und bereederte Schiffe der Reederei
Die Daten beschreiben die Schiffe zum Zeitpunkt der Ablieferung. Spätere Änderungen sind unter Anmerkungen verzeichnet.
| Name                                                  | Baujahr   | Bauwerft                                      | Tonnage   | im Dienst der Reederei | Anmerkungen, Verbleib |
| ----------------------------------------------------- | --------- | --------------------------------------------- | --------- | ---------------------- | --- |
| Gauleiter Forster (PC 306)                            | 1937      | Schiffbaugesellschaft Unterweser, Bremerhaven | 425 BRT   | 1937–1939              | 25. Oktober 1939 zur Kriegsmarine als M 1208, am 11. Februar 1942 bei Vorbereitung zum Unternehmen Cerberus bei Barfleur nach Minentreffer gesunken. |
| Gauleiter Telschow (1) (PC 307)                       | 1937      | Schiffbaugesellschaft Unterweser, Bremerhaven | 428 BRT   | 1937–1939              | 16. September zur Kriegsmarine als V 206, am 20. Oktober 1939 als V 209. Am 20. November 1939 nach U-Boot-Torpedotreffer gesunken. |
| Gauleiter Bürckel (PC 315)                            | 1938      | Seebeckwerft, Bremerhaven                     | 489 BRT   | 1938–1939, 1948–1952   | 24. September 1939 zur Kriegsmarine als M 1501, ab 19. März 1943 als NH 05 beim Sperrversuchskommando. 9. April 1945 in Kiel durch Luftangriff gesunken, 1946 repariert, 1948 als Glückauf bei Hussmann & Hahn. 1952 an Nordsee verkauft, als Donau in Dienst, 1961 abgebrochen.                                                                                       |
| Gauleiter Bohle (PC 326)                              | 1940      | Seebeckwerft, Bremerhaven                     | 505       | 1940–1940              | Am 6. November 1940 zur Kriegsmarine als M 1902, am 14. Juli 1943 als V 5911 und am 1. April 1944 als V 6101. Am 25. September durch sowjetischen Luftangriff versenkt. |
| Günter (PG 271), ex Seelöwe, ex Fritz Busse           | 1918      | Eiderwerft, Tönning                           | 237,5 BRT | 1941–1941              | Im Frühjahr 1941 übernahm Hussmann & Hahn die Bereederung des Fischdampfers Günter (z. T. auch als Peter bezeichnet, da seine Umbenennung und Verlegung des Heimathafens nach Cuxhaven beantragt war) von Gerhard und Elisabeth Schütze aus Brandenburg an der Havel, um den Fischfang wieder aufzunehmen. Das Schiff sank nach einem Minentreffer am 7. Oktober 1941. |
| Fahrwohl (PC 335), ex Christian Wendig, ex Severyanka | 1941      | Norderwerft, Hamburg                          | 589 BRT   | 1945–1946              | 1939 sowj. Auftrag Severyanka, 1941 beschlagnahmt, im November als Christian Wendig fertiggestellt und als V 1111 im Dienst. Am 21. Juli 1944 bei Fliegerangriff ausgebrannt und a. D. Am 20. Oktober 1945 als Fahrwohl bei Hussmann & Hahn. 7. Februar 1946 sowjet. Vermessungsschiff Planeta, ab 30. November 1946 sowjet. Fischereischiff Dvina. 1966 abgebrochen.  |
| Gauleiter Telschow (2) (PC 336)                       | 1943–1945 | de Merwede, Hardinxveld/Niederlande           | 525 BRT   | 1946–1949              | Bau für Hussmann & Hahn begonnen, ab 1944 für Kriegsmarine als UJ 1228 vorgesehen, 1945 Fertigstellung bei Seebeck, Januar 1946 als Vorwärts bei Hussmann & Hahn in Fahrt. 1949 an Niederlande abgeliefert, in Dienst als Tzonne, 1959 griech. Evridiki II, 1960 Haravyi und 1972 Avra II, 1982 vor Marokko gestrandet.                                                |
| Margee & Pat II, (BX 565)                             | 1946      | Wheeler, Whitestone / New York                | 188 BRT   | 1949–1952              | 1949 als Ersatz für Vorwärts von den USA zur Verfügung gestellt. 1952 zurück an USA: 1955 Cushmere, 1959 Evelyn L. Brown, 1972 Carlson Fishery III Aspasia, 1974 Eileen Doe, Connie M., 1997 noch in Fahrt. |
| Elbe (NC 390)                                         | 1951      | Seebeckwerft, Bremerhaven                     | 397 BRT   | 1951–1954              | 1951 in Dienst gestellt, 1954 an die „Nordsee. Deutsche Hochseefischerei AG“ in Cuxhaven verkauft, 1955 nach einer Kollision gesunken. |